# Sikorsky CH-54
Der Sikorsky CH-54 Tarhe (CH: englisch cargo helicopter ‚Transporthubschrauber’, Tarhe: ‚Kranich‘ im indianischen Dialekt der Wyandot-Indianer) ist ein turbinengetriebener Transporthubschrauber aus US-amerikanischer Produktion. Hergestellt von der Firma Sikorsky, hatte er am 9. Mai 1962 seinen Erstflug. Das Modell hat seinen Ursprung im zivilen Sikorsky S-64 Skycrane.

## Geschichte des Hubschraubers

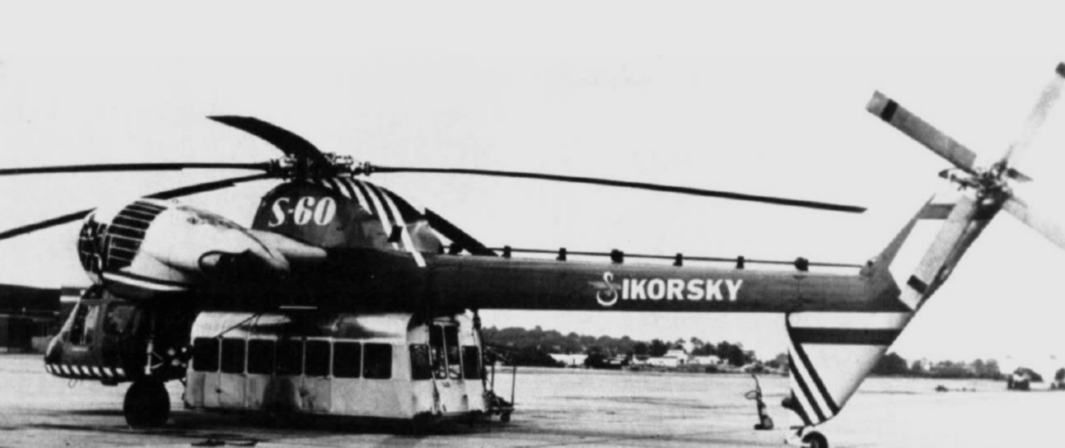
Der Sikorsky-S-60-Prototyp

Der Prototyp mit der Bezeichnung S-60 – Erstflug am 28. März 1959 – mit einer Nutzlast von 5.445 kg stürzte im Jahre 1961 ab. Die S-60-Maschine basierte in ihren grundlegenden Bauteilen auf der Sikorsky S-56.
Da dieser Typ ursprünglich auch für die deutsche Bundeswehr produziert werden sollte, wurden die beiden folgenden Exemplare von dieser getestet. Die Prototypen waren mit zwei Turbinen des Typs Pratt & Whitney JFTD12-4A mit jeweils 3.020 kW (4.107 PS) ausgerüstet.
Geliefert wurden diese beiden Versuchsmuster von Sikorsky an die Firma Weser Flugzeugbau, diese entwickelte die Maschinen weiter, daher erhielten die beiden Exemplare auch die Bezeichnung WFS-64A. Es erfolgten jedoch keine Aufträge aus der Bundesrepublik Deutschland für die S-64 an die Firma Sikorsky. Ein Weser-Skycrane stand im Sommer 1964 für die SBB in der Schweiz im Einsatz, um im Gotthardgebiet Bohrmaterial für geologische Bohrungen auf Gebirgsbaustellen zu fliegen.

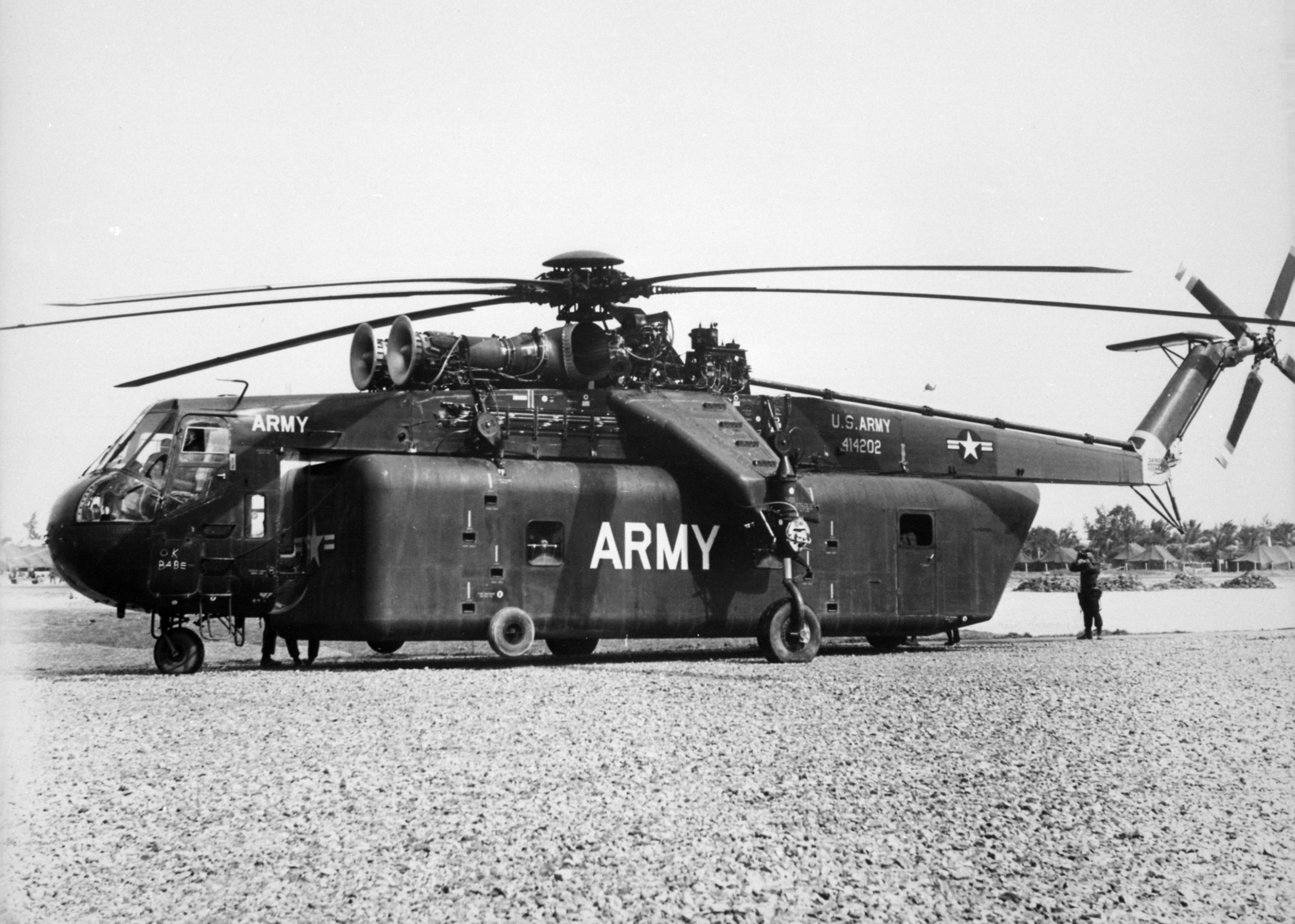
CH-54 Tarhe der US-Armee in Vietnam

Die US-Armee bestellte im Juni 1963 zunächst sechs Exemplare des Hubschraubers. Insgesamt wurden etwa 60 Maschinen des Typs CH-54A produziert.
Die Nachfolgeversion CH-54B wurde mit den Wellenturbinen Pratt & Whitney T73-700 mit je 3.579 kW (4.867 PS) ausgestattet.
Die meisten dieser Hubschrauber wurden während des Vietnamkrieges von den USA – bei der 478. und der 291. Aviation Company – eingesetzt, mit der Hauptaufgabe, Lasten bis über elf Tonnen zu transportieren, zum Beispiel Lastkraftwagen, Feldlazarette, kleine Schiffe, Flugzeuge, andere Hubschrauber, komplette Werkstätten und Truppen. Bei einem Sondereinsatz warf ein Skycrane zur Schaffung einer Landezone in einem Waldgebiet auch eine 4.536-kg-M121-Bombe ab.
Die enorme Tragkraft konnte durch das Konzept mit zwei Turbinen vom Typ Pratt & Whitney T73 P-1 erreicht werden, die jeweils eine Leistung von 3.356 kW (4.564 PS) entwickelten.
Wegen des großen Abstandes der Pilotenkanzel vom Hauptrotor und dem Steuerrotor am Heck wurde der Hubschrauber mit einer hydraulischen Übertragung der Steuerbefehle an die Rotoren ausgestattet, die nur so weitgehend spielfrei und reibungsarm arbeiten konnte.
Da dieser Hubschrauber ursprünglich nicht für die Armee, sondern den zivilen Gebrauch entwickelt worden war, waren die Rotor-Antriebswellen unverkleidet. Dies erlaubte eine wesentlich leichtere Wartung und Instandsetzung. Aufgrund seiner Hochbeinigkeit und der Abmessungen konnte der Skycrane über den meisten seiner zu tragenden Lasten stehen.
Ein Universal Military Container mit den Maßen 8,36 m Länge, 2,89 m Breite und 1,98 m Höhe passte exakt unter den CH-54.
Um den Piloten zu unterstützen und die Traglasten besser kontrollieren zu können, hatte der S-64 an der Rückseite seiner Pilotenkanzel ein großes Fenster, von dem aus ein drittes Besatzungsmitglied – der sogenannte Kranführer – den Hubschrauber beim Aufnehmen und Absetzen steuern sowie während des Fluges die Last beaufsichtigten konnte.

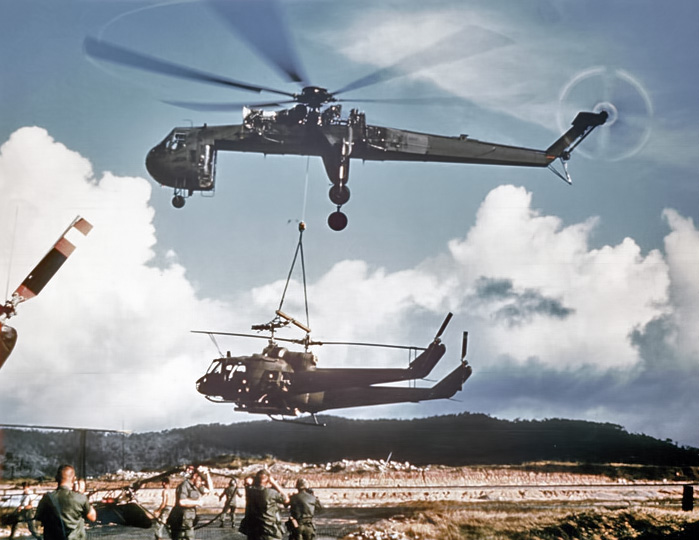
CH-54 mit zwei UH-1 „Huey“

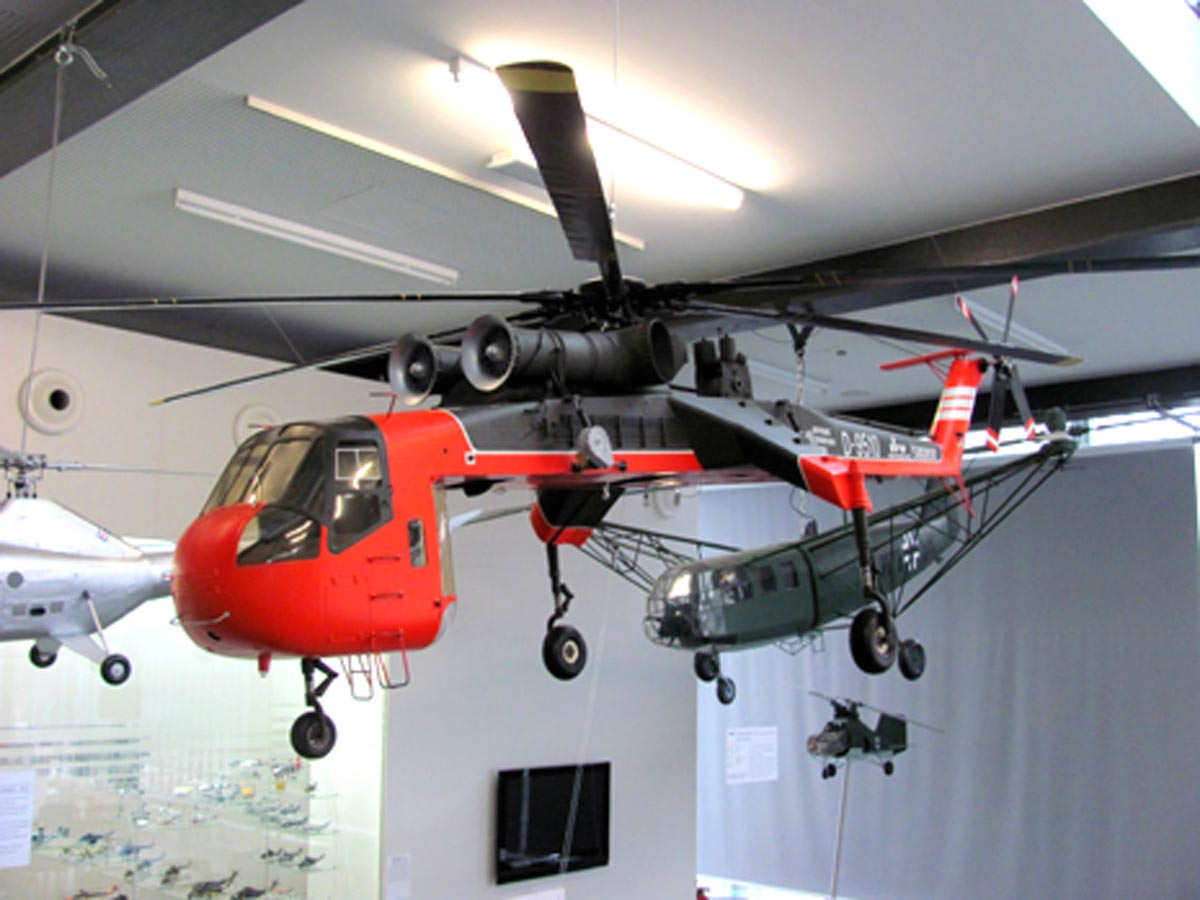
Sikorsky CH-54A als Großmodell im Maßstab 1 : 11 im Hubschraubermuseum Bückeburg

Die Lasten wurden entweder in austauschbaren Lastenbehältern oder an Stahltrossen transportiert. Einige dieser Hubschrauber wurden auch mit Kufen ausgerüstet, was zum Beispiel Landungen auf Eisflächen ermöglichte.
Insgesamt erhielt die US Army im Zeitraum von 1964 bis 1972 97 Tarhe-Hubschrauber. Gegen Ende der Dienstzeit wurden sie durch Tandemrotor-Hubschrauber des Typs Boeing Vertol CH-47 ersetzt. Zuletzt waren nur noch Einheiten der Nationalgarde mit Maschinen dieses Typs ausgerüstet. Im Jahre 1993 endete die militärische Dienstzeit für den CH-54.
Erwähnenswert ist der Rekordflug einer Sikorsky CH-54B im Jahre 1972 auf 11.200 m Höhe, der jedoch im gleichen Jahr vom Franzosen Jean Boulet mit einer SA-315 „Lama“ auf 12.442 m verbessert und erst 2002 von Frédéric North mit einem Eurocopter AS 350 weiter auf 12.954 m gesteigert werden konnte.
Im Jahre 1992 verkaufte Sikorsky die Rechte am Skycrane an die Firma Erickson-Air-Crane Co in Oregon/USA. Dieses Unternehmen setzt die – in der zivilen Version als S-64 bezeichnete – Maschine als Lastenhubschrauber auf Großbaustellen und Ölfeldern, bei umfangreichen Waldarbeiten oder als Löschhubschrauber ein.

## Varianten
YCH-54A
Vorserien-Hubschrauber, sechs Stück wurden gebaut.
CH-54A „Tarhe“
Die intern als S-64E bezeichnete Hubschraubervariante wurde in einer Serie von 54 Stück mit zwei 3.400-kW-Turbinen Pratt & Whitney T73-P-1 gebaut.
CH-54B „Tarhe“
Von dieser intern als S-64F bezeichneten stärkeren Variante der CH-54 wurden 37 Maschinen gefertigt. Im Vergleich zur CH-54A ist sie mit der 3.600 kW leistenden T-73-P-700-Turbine und Doppelbereifung am Hauptfahrwerk ausgestattet.
S-64E
Siehe CH-54A
S-64F
Siehe CH-54B

## Militärische Nutzer
- Vereinigte Staaten
  - US Army

## Technische Daten
| Kenngröße                                 | Daten des Sikorsky CH-54B                                           |
| ----------------------------------------- | ------------------------------------------------------------------- |
| Besatzung                                 | 3 Mann                                                              |
| Rumpflänge                                | 21,41 m                                                             |
| Höhe                                      | 5,67 m                                                              |
| Hauptrotordurchmesser (6-Blatt-Rotor)     | 21,95 m                                                             |
| Hauptrotorkreisfläche                     | 378,10 m²                                                           |
| Leermasse                                 | 8.981 kg                                                            |
| max. Startmasse                           | 21.318 kg                                                           |
| Antrieb                                   | 2 Wellenturbinen Pratt & Whitney T73-700 mit je 3.579 kW (4.867 PS) |
| Einsatzgeschwindigkeit                    | 169 km/h                                                            |
| Höchstgeschwindigkeit                     | 202 km/h                                                            |
| Dienstgipfelhöhe                          | 2.750 m                                                             |
| Reichweite vollgetankt (mit 10 % Reserve) | 370 km                                                              |

## Sikorsky CH-54 in Museen
- Pima Air & Space Museum, Tucson/Arizona (USA)
- United States Army Aviation Museum, Ozark/Alabama (USA)